# Ossian Emthén
Claes Ossian Emthén, född 7 juli 1856 i Ytterenhörna socken, Södermanlands län, död 24 januari 1933, var en svensk borgmästare.
Emthén, som var son till lantbrukare C. Emthén och Anna Matilda Lindberg, avlade hovrättsexamen i Uppsala 1883, blev vice häradshövding 1886, extra länsnotarie i Västernorrlands län 1887, rådman i Härnösands stad 1888 och var borgmästare där 1908–1932. Han var ombudsman i Härnösands enskilda bank 1888–1908, sekreterare i Västernorrlands läns landsting 1888–1907, styrelseledamot i Stockholms handelsbanks kontor i Härnösand från 1914, ordförande i direktionen för Norrlands hypoteksförening från 1920 och dess verkställande direktör från 1924. 